# Galina Sergeevna Ulanova
Galina Sergeevna Ulanova (in russo Галина Сергеевна Уланова?; San Pietroburgo, 8 gennaio 1910 – Mosca, 21 marzo 1998) è stata una danzatrice sovietica.

## Biografia
Da bambina voleva diventare marinaio, ma iniziò presto a familiarizzare con il palcoscenico e – nonostante fosse debole di cuore – a dedicarsi al balletto come a una professione. Si può definire una figlia d'arte in quanto i suoi genitori erano danzatori del Teatro Mariinskij.
Diplomatasi nel 1928, si rivelò subito artista eccezionale per l'intensità interpretativa e la levità del movimento. Considerata una delle più notevoli interpreti del balletto classico, la Ulanova ha ottenuto altissimi riconoscimenti nell'ex-URSS e trionfi di critica e di pubblico in tutto il mondo. È una delle rarissime ballerine al mondo a potersi fregiare del titolo di prima ballerina assoluta.
Ha sempre saputo unire la purezza dello stile all'esigenza nuova di una partecipazione intellettuale e sentimentale al personaggio, pur contenuta entro i limiti di una serenità senza compiacimento.

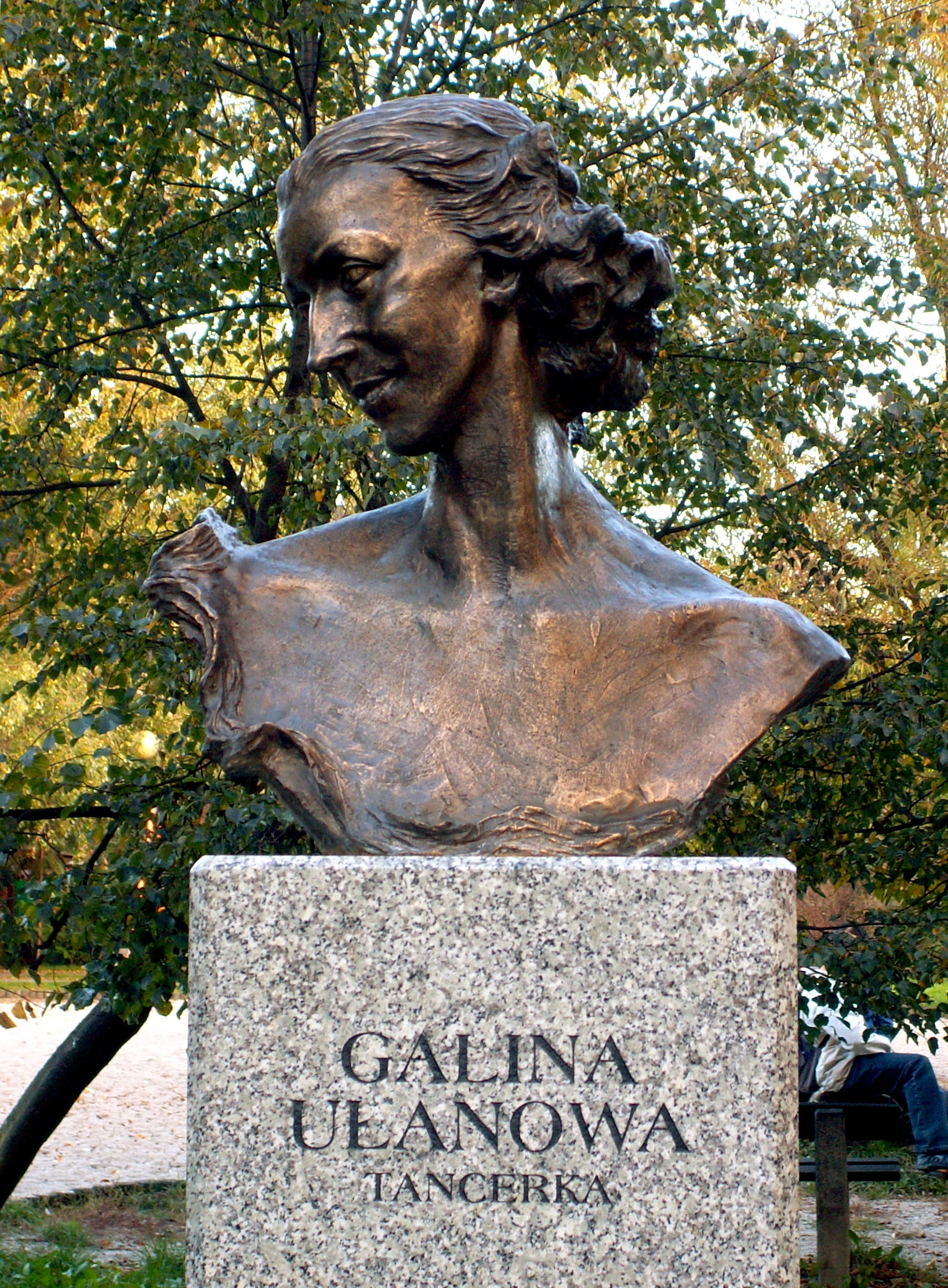
Busto di Galina Ulanova

Fra le sue indimenticabili interpretazioni, sono almeno da citare Giselle, Romeo e Giulietta (anche nella versione cinematografica del russo Leo Arnštam, del 1954) e La fontana di Bachčisaraj. Dal 1960 la Ulanova si ritirò dalle scene dedicandosi esclusivamente all'insegnamento.